# Tirà diademat rogenc
El tirà diademat rogenc (Ochthoeca superciliosa) és un ocell de la família dels tirànids (Tyrannidae). Ha estat considerat una subespècie de Ochthoeca fumicolor fins fa poc temps en què es considera una espècie de ple dret, arran treballs com ara Ridgely et Tudor 1994

## Hàbitat i distribució
Habita zones de matolls, vessants arbustius i boscos oberts als Andes de l'oest de Veneçuela, a Trujillo, Mérida i est de Táchira.